# Вселенські собори

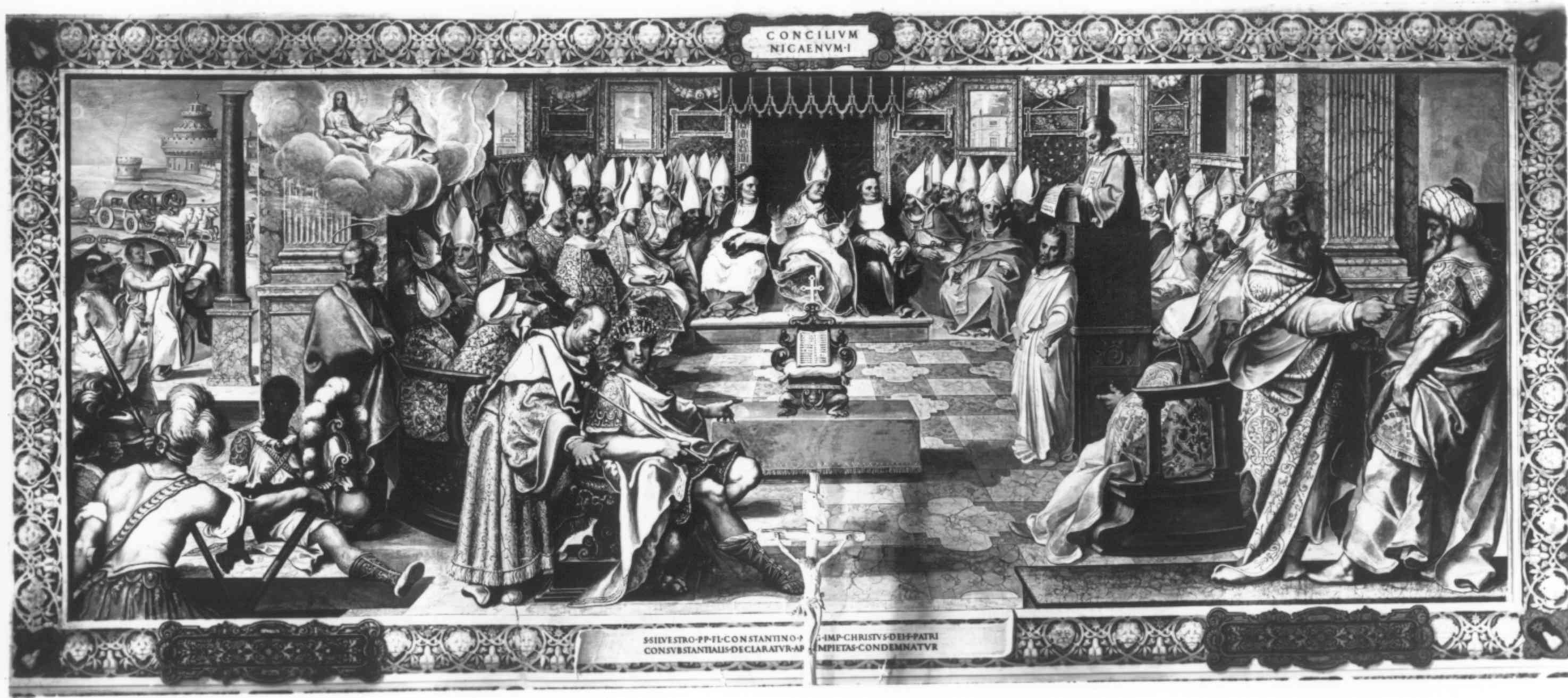
Нікейський собор. Фреска у Сикстинській капелі, Рим.

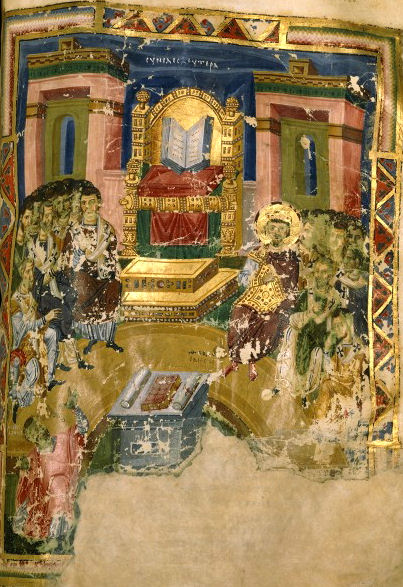
Перший Константинопольський собор 381 року

Вселе́нські собо́ри (грец. Σύνοδοι Οικουμενικαί, лат. Oecumenica Concilia) — збори переважно єпископату християнської церкви в її вселенській повноті, на яких обговорюються питання і виносяться рішення доктринального (догматичного), церковно-політичного та судово-дисциплінарного характерів.

## Перелік соборів
Визнаються усіма Церквами:
- I. Перший Нікейський собор (325): прийнято Символ віри, засуджено аріанство, визначено дату Пасхи
- II. Перший Константинопольський собор (381): повторно засуджено аріанство, формулюється віровчення про Святу Трійцю

Визнаються православними, католиками та усіма, окрім Ассирійської, дохалкедонськими церквами:
- III. Ефеський собор (431): засуджено несторіанство

Визнаються православними та католиками:
- IV. Халкедонський собор (451)
- V. Другий Константинопольський собор (553)
- VI. Третій Константинопольський собор (680–681)
- VII. Другий Нікейський собор (787)

Православні визнають рішення таких соборів, але не визнають їх Вселенськими (це можна зробити лише на наступному Вселенському соборі), хоч вони де-факто були саме такими:
- VIII. Софійський собор (879–880)
- IX. П'ятий Константинопольський собор: підтвердив ісихазм св. Григорія Палами (1341–1351)

Визнаються лише католицькою церквою:
- VIII. Четвертий Константинопольський собор (869)
- IX. Перший Латеранський собор (1123)
- X. Другий Латеранський собор (1139)
- XI. Третій Латеранський собор (1179)
- XII. Четвертий Латеранський собор (1215)
- XIII. Перший Ліонський собор (1245)
- XIV. Другий Ліонський собор (1274)
- XV. В'єнський собор (1311–1312)
- XVI. Констанцький собор (1414–1418)
- XVII. Флорентійський собор (1438–1445)
- XVIII. П'ятий Латеранський собор (1512–1517)
- XIX. Тридентський собор (1545–1563)
- XX. Перший Ватиканський собор (1869–1870)
- XXI. Другий Ватиканський собор (1962–1965)

Після розколу християн на католиків і православних 1054 року Вселенський собор з делегованими представниками від усіх церков світу, згідно з встановленою процедурою ось уже як майже 1000 років не скликався. Єдиного центру Вселенського собору немає. Але з 1961 року почалася організаційна робота для скликання Вселенського собору. Із 15 автономних православних церков світу єдина Російська православна церква відмовилася.
Попри це, Константинопольський Патріарх Варфоломій I все ж скликав Всеправославний собор на 16–17 червня 2016 року на о. Криті (Греція). Спроба зірвати цей собор скликаний вперше за майже 1000 років не вдалася й учасники Всеправославного собору різко засудили церкви, які не приїхали.
| Собор                 | I | II | III | IV | V | VI | VII |
| Рік                   | 325 | 381 | 431 | 451 | 553 | 680 | 787 |
| Місто                 | Нікея | Константинополь | Ефес | Халкедон | Константинополь | Константинополь | Нікея |
| Імператор             | св. Костянтин Вел. | Феодосій Вел. | Феодосій Молодший | Маркіян | св. Юстиніан | Костянтин Погонат | Костянтин та Ірина |
| Патріарх              | св. Митрофан | свт. Григорій; Нектарій | св. Кирил Олександрійський | св. Анатолій | св. Євтихій | св. Георгій | св. Тарасій |
| Головуючий            | Євстафій Антиох. | Мелетій Антох.; патріарх Константинополя | Кирило Олександр., Іоан Антіох. | Анатолій Констант. | св. Євтихій Конст. | св. Григорій Конст. | св. Тарасій Конст. |
| Папа                  | Сільвестр І | Дамас І | Целестин I | св. Лев Великий | Вигилій | Агафон | Адріан І |
| Членів собору         | 318 | 150 | 200 | 630 | 165 | 170 | 367 |
| Православні учасники  | Олександр Ол-др., Осія Кордубський, Євстафій Антіох., Яків Низибійський, свт. Спиридон, свт. Миколай | Мелетій Антиох., наступ/ Вас. Вел. по Кесарійск. кафедрі Еладій, Григорій Ниськ., Кирило Єрусалимський, Григорій Богослов                          | Мемнон Ефеський, єпископи Олександрії, Єрусалима, Палестини, Ілірика | Анатолій КП, МаксимАнтох., Ювеналій Єрус., Фаласій Каппад, легати єп. Пасхазій і Луценцій, Феодорит Кірск. | Аполінарій Олександрійський, Домн Антиох. | Макарій Антіох., св. Петро і Феодор, головуючі Олександр. і Єрусалим. патріархатів | св. Тарасій Констант. |
| Проти кого            | Арія | Македонія, Аполінарія | Несторія | Євтихія і Діоскора | «Трьох глав» | Монофілітів | Іконоборців |
| Корені єресей         | Непримиренність юдео-гностичної свідомості з таїнством Боговтілення | Аріанство | твори Феодора Мопсуетського і Діодора Тарсійського | Деякі місця у творах свт. Кирила, свт. Афанасія Олександрійських | Місцятворів Феодорита Кірського, посл. Іви Едеського до Персу, творіння Феодора Мопсуетск. | Прагнення імп. Іраклія за допоми монофілітства досягти унії з монофізитами | Іконоборчі і павліканські погляди імп. Лева Ісаврянина (717—741) |
| Єресі                 | Омоусіос Сина з Отцем, «Син Божий — витвір і творіння; був час, коли Сина не було; Син змінюється за Своєю сутністю»                                                                                         | Аполінарій: «Місце людського духа у Христі замінив Божественний Логос» Македоній: «Св. Дух — творіння».                                            | «Діва Марія — Христородиця». питання з'єднання природ у Христі | Злиття у Христі Божественної и людської природи з поглинанням останньої першою; Євтихій: «Після Втілення поклоняюсь одній природі Бога воплотившого»                                                                                                 | Пронесторіанські погляди; осудження III Всел. Соб., хули на свт. Кирила Олександрійського | У Христі одна воля і одна Божественна дія | Іконошанування — ідолослужіння. Неописаність Христа. |
| Прихильники єресіарха | Євсевій Нікомидійський, Феона Мармарійський, Секунд Птолемаїдський | | пресв. Лампон, Іоан Антиох., представник імператора Кандідіана | міністр Хрисафій при дворі безвладного імп. Феодосія | Факунд Герміанський (Африка) — «На захист трьох глав»; західні і африканські єпископи і пресвітери | імп. Іраклій, Кир Олександр., патріархи Констант.: Сергій, Пір, Павло, Петро; папа Гонорій; Макарій Антиох., монах Поліхроній                                                                 | Костянтин Копронім |
| Викривачі єресіарха   | Олександр Олександрійський, Осія Кордубський | Мелетій Антіохійський, Григорій Нисський | Прокл Констант., Євсевій Дорилійський; свт. Кирило Олександрійський | Євсевій Дорилійський — 448г. — Єп. собор; Флавіан Констант., св. Лев Великий | імп. св. Юстиніан, отці собору | св. Софроній Єрусалимський, св. Максим Сповідник, св. папа Мартин | прп. Іоан Дамаскін, папи Григорій II, Григорій III |
| Постанови собору      | 1-ша частина Символ Віри (1-7 члени), святкування Пасхи, проти целібату | 8-12 чл. Символу Віри; про переваги Константинт. Єпископа                                                                                          | «Божественна і людська природа у Христі з'єднана нероздільно і незлитно». Повалення Несторія. Заборона складати новий Символ віри | В одному лиці Христа дві природи — Божественна і людська — з'єдналися незлитно, незмінно, нероздільно, нерозлучно | Анафематствування Феодора Мопсуестського і Орігена, «Послання» Іви і деяких місць з творіння Феодорита Кирського                                                                                                   | «У Христі два хотіння, дві волі з'єднані нероздільно, незмінно, нерозлучно, незлитно; Його людська воля підпорядковується Божественній»                                                       | «Честь, яка віддається іконам, відноситься до її першообразу, і ті хто поклоняється іконі поклоняється іпостасі зображеного на ній»                                           |
| Правила               | 20 | 7 | 8 | 30 | 102 | 102 | 22 |
| Події після собору    | Гоніння імп. Констанція (336-61) на свт. Афанасія Олександр. і папу Ліверія. Юліан Відступник (361-63). 358г. — собор в Анкирі — утвердження Василієм Анкірським і ін.. виникнення аполінаріанства (з 352г.) | 395 — розділення Імперії на Західну (імп. Гонорій) і Східну (імп. Аркадій) частини                                                                 | «Собор відступлення» під початком ІоанаАнтиох.; скинення свт. Кирила і Мемнона Ефеського. Прп. Далмат виходить із затвору підтримати православних в Конст. Підступ вельможі Іринея; висновок Кирила, Мемнона і Несторія. Єп. засідання в Халкедоні | Імп. Василиск (476-7) видає енцикліон з анафемою Собору; імп. Зенон (477-91) видає двозначний «Енотикон»; імп. Анастасій (491—518) вводить в Трисвяте " Розіпнися за нас ". Опозиція монофізитів у Палестині, Єгипті, Антиохії (монах Петро Гнафевс) | 615г. — облога Константинополя персами | 691г. — при імп. Юстиніані II Трульский (Пято-Шостий) Собор в Констан.. Голова — патріарх Кпля Павло, всього 213 отців. складено 102 правила.                                                 | 813-43 — другий період іконоборства. 802 — скинення Ірини. Іконоборці імп. Лев Вірменин (813—820), імп. Феофіл (+842), патр. Іоан Граматик                                    |
| Доповнення            | 321г. — собор в Олександрії, який відлучив Арія. Помісні Собори: 314 — Анкір., 315 — Неокесар., 340 — Гангрський., 341 — Антіох., 364 — Лаодикіийський, 347 — Сардикійський                                  | Питання по Антіохійській кафедрі. Свт. Григорій Богословом залишає Конст. кафедру. Помісні Собори: 418 — Карфагенський, 394 — Константинопольський | Несторій засуджений на помісному соборі в Римі 430 р. 12 анафематизмів свт. Кирила. 482-Енотикон | 449 р. — «розбійницький собор» в Ефесі, голова– Діоскур Олександр; скинено Флавіана і Євсевія, анафематство Іви Едеського; вбивство Протерія Олександр., >>Тимофій Елур                                                                              | 544 р. — наказ імп. з анафемою трьох авторів. Суперечка про «три глави». Протест Африканських і Зх. єпп. Згода папи. Протест рим. дияк. Рустика і Севастіана. Собори в Ілірику і Африці проти папи. 551 новий указ | Імп. Іраклій 638 р. — «Екфесіс», імп. Констанс II — «Типос»; 648 р. — Латеранський собор — засудив монофелітство; 653 р. — арешт папи Мартина, заслання в Херсонес, а прп. Максима –у Фракію. | 754 р. — іконоборчий собор. Вигнання імп. Львом Ісаврянинів патр. Германа і поставлення патр. іконоб. Анастасія. 727 р. — папа Гонорій скликує собор в Риме проти іконоборців |